# Pudding Fields
Pudding Fields je bila slovenska rock-ska glasbena skupina, ki so jo sestavljali Maksim Vergan, Miha Mrdjenovič, Primož Seljak, Jaka Ivančič in Borut Bizjak. Korenine skupine segajo v leto 1996, po letu 2008 pa so zaradi drugih obveznosti članov počasi prenehali z delovanjem. Svoj zadnji koncert so priredili 14. septembra 2013.

## Zgodovina

### Obdobje punka
Vse se začne, ko Simon Pribac, David Černe, Primož Seljak in Miha Mrdjenović sestavijo kvartet. Veliko vaje in avtorske, punkovsko obarvane pesmi, jih kar hitro popeljejo do prvih nastopov.
Po letu koncertiranja po Sloveniji se odločijo za prvi studijski posnetek. Rezultat je mini album s petimi skladbami, posnetimi v novogoriškem studiu Rose, pod okriljem producenta Davida Šinigoja. Na albumu je pet pesmi: Proleter, Kanela bar, kontroverzni Pedofil, melodična Spider in Vsak dan.
Temu sledijo promocijski koncerti po slovenskih klubih, vrhunec katerih je slovenska turneja s kanadsko punk rock skupino Funkyard.
V tem obdobju se Pudding Fieldsi povežejo tudi z Jako Ivančičem (kasneje tudi trobentačem in spremljevalnim vokalistom), ki deluje na področju organizacije koncertov.

### Preobrazba
Nove skladbe, ki počasi nastajajo so vedno manj punkovsko obarvane, zato se Pudding Fields odločijo da v bend povabijo še enega kitarista ter trobentača. Mesto na kitari zasede Dean Baloh. Pred tem pa se izve da je manager Jaka oddelal šest let glasbene šole za trobento. Odločitev, ki sledi je več kot logična.
Kljub temu je leto 2000 prelomno, saj bend zapusti frontman Simon Pribac, ki se namesto glasbene poti odloči za gledališko. Na avdiciji, ki temu sledi se band odloči, da na njegovo mesto postavi mladega a glasbeno izkušenega Maksima Vergana.
Po nastopu na Rock Otočcu (kjer se uvrstijo, kot zmagovalci na obalnem izboru za Rock Otočec), pade odločitev, da je čas za snemanje prvenca. Za to priložnost se povežejo z obalnim studiom Xavier, vendar izmed enajstih načrtovanih posnamejo le šest skladb, zaradi razhajanj mnenj med bendom in studijskim osebjem, kot tudi zaradi vse bolj različnih pogledov na glasbo v bendu samem. sledi obdobje kadrovskih sprememb.
Najprej se bendu leta 2002 pridruži saksofonist Vanja Bončina, nato puddinge zapusti kitarist Dean Baloh, malo zatem enako odločitev sprejeme še en ustanovni član, bobnar David Černe, ki odpotuje v Avstralijo.
Trdno odločeni, da se pripravljen material spravi na CD, se preostali člani zatečejo po pomoč k nekdanjem bobnarju obalne skupine Revolver, Enisu Beganoviču. Ko kitaro namesto Deana opasa kar Maksim] je končno vse nared za pripravo prvenca.
Kljub nenehnim menjavam, so Pudding Fields v tem obdobju odigrali preko 50 koncertov.

### Prvenec
Naslov prvenca posnetega v novogoriškem studiu Rose, kjer po skoraj petih letih ponovno sodelujejo s producentom Davidom Šinigojem je Največja prevara 21(ega) stoletja. Prevara je luč sveta zagledala 18. oktobra 2003 s promocijskim koncertom v izolskem The Clubu. Sledi nova slovenska turneja, mesto bobnarja pa dokončno zasede Borut Bizjak, ki tako dokončno zaključi čas kadrovskih pretresov.
Jedro benda ostane vse do jeseni 2004 enako, le Vanjo na saksofonu, ki zaradi študijskih in delovnih obveznosti ne zdrži tempa koncertov in vaj, zamenja Erik Kramberger.

### Drugi album
Pudding Fieldsi se takoj po novem letu s producentom Janom Baruco ponovno odpravijo v studio, kjer posnamejo ves material za njihov drugi album, Sodni Dan.
Album Sodni dan izide oktobra leta 2005, v samozaložbi, pod distribucijo Nika records. Oktobra ga na radijskih postajah napove ga single Belo, ki v novembru doživi tudi dva remiksa. Prvega remiksira Anže Igličar iz Sečovelj, ki deluje pod imenom Soundtrap. Drugi remiks nastane pod okriljem oddaje DeeJayTime, ljubljanske radijske postaje Radio Salomon. Remiksira ga mladi obalni DJ Dolf. Decembra izide tudi na 10. DeeJayTime-ovem Belem albumu.
Januarja se na radijskih postajah prične vrteti drugi single, naslovljen »Sodni dan«.
S koncertom v ljubljanskem Orto klubu, v soboto 25. februarja, se je pričela mini koncertna turneja po Sloveniji, kjer Pudding fieldsi predstavljajo svoj zadnji izdelek.

### Tretji album
Tretji album, naslovljen »Srečni izbranci«, je izšel decembra 2007. Na radijskih postajah ga je že v novembru napovedoval single »Heroj«. Tretji CD so Pudding Fieldsi premierno predstavili na koncertu v koprskem gledališču, ki se je zgodil v soboto, 15. decembra. 
Januarja leta 2008 je skupino zapustil saksofonist Erik Kranberger, ki so ga že od vedno privlačile bolj jazzovske vode. Njegovo mesto je v skupini prevzela mlada saksofonistka iz Kopra, Mateja Filipič.
Februarja je na radijske postaje prispel drugi single iz albuma »Srečni izbranci«, to je pesem »Kocke (Srečni izbranci)«.
S koncertom v ljubljanskem Orto klubu, ki se je zgodil v sredo, 12. marca, pa so pričeli koncertno turnejo, s katero predstavljajo aktualni album.

## Zasedba
- Maksim Vergan - Vokal in Kitara (2000 - ?)
- Miha Mrdjenovič - Kitara (1996 - ?)
- Primož Seljak - Bas kitara (1996 - ?)
- Borut Bizjak - Bobni (2003 - ?)
- Jaka Ivančič - Trobenta in spremljevalni vokal (1998 - 2008, 2013-?)
- Erik Kramberger - Saksofon (2004 - 2008, 2013-?)

Bivši člani:
- Simon Pribac - Vokal (1996 - 2000)
- David Černe - Bobni (1996 - 2002)
- Dejan Baloh - Kitara (1999 - 2002)
- Enis Beganović - Bobni (2002 - 2003)
- Vanja Bončina - Saksofon (2002 - 2004)
- Mateja Filipič - Saksofon (2008)

## Diskografija

### Albumi
- Največja prevara 21(ega) stoletja - Oktober 2003
- Sodni dan - Oktober 2005
- Srečni izbranci - December 2007
- Stockholmski sindrom - Oktober 2009

### Singli
Album: Največja prevara 21(ega) stoletja
- Cirkus (singl)|Cirkus Oktober 2003
- Popotnik Februar 2004
- THC-uden Junij 2004

Album: Sodni dan
- Srebrna krogla Maj 2005 (Pred single)
- Belo (singl)|Belo Oktober 2005
- Sodni dan Januar 2006
- Najlepše Sanje April 2006
- Vesolj-ska Julij 2006

Album: Srečni izbranci
- Heroj November 2007
- Kocke (Srečni izbranci) Februar 2008